# 30 (album của Adele)
30 là album phòng thu thứ 4 ca sĩ kiêm nhạc sĩ người Anh Adele, được Columbia Records phát hành vào ngày 19 tháng 11 năm 2021. Là album đầu tiên của cô kể từ khi phát hành album 25 (2015), 30 xoay quanh cuộc ly hôn, tình mẫu tử, danh tiếng, nỗi đau khổ, sự chấp nhận và hy vọng của Adele. Cô ấy đã viết 30 từ năm 2018 đến năm 2020 với các nhà sản xuất như Greg Kurstin, Max Martin và Shellback, tất cả đều làm việc trên 25; những cộng tác viên mới bao gồm Ludwig Göransson, và Inflo của ban nhạc Anh Sault.
Về mặt âm nhạc, 30 là một bản thu âm nhạc pop, soul và jazz. Về mặt lý thuyết, nó được mô tả là tác phẩm sáng tạo nhất của Adele, mở rộng các tác phẩm trước đây của cô bằng cách kết hợp các yếu tố dance-pop và phúc âm. Nghệ sĩ piano jazz người Mỹ Erroll Garner xuất hiện trên ca khúc "All Night Parking" với tư cách khách mời, đánh dấu lần đầu tiên một nghệ sĩ được Adele giới thiệu trong một album tiêu chuẩn. Sau khi phát hành, 30 đã nhận được sự hoan nghênh rộng rãi của giới phê bình cho nhạc cụ điện ảnh, màn trình diễn giọng hát và lời bài hát nội tâm. Nó xuất hiện trong danh sách album hay nhất cuối năm 2021 từ nhiều ấn phẩm khác nhau.
Đĩa đơn chính, "Easy on Me", được phát hành vào ngày 15 tháng 10 năm 2021; nó đứng đầu bảng xếp hạng ở 27 vùng lãnh thổ. Đĩa đơn thứ hai, "Oh My God", lọt vào top 5 ở Châu Âu và Bắc Mỹ. Một chiến dịch tiếp thị mở rộng đã được sử dụng để quảng bá cho 30 người, bao gồm buổi hòa nhạc đặc biệt của kênh truyền hình CBS Adele One Night Only được phát sóng tại Hoa Kỳ vào ngày 14 tháng 11 năm 2021 và chương trình đặc biệt của ITV có tên An Audience with Adele ở Vương quốc Anh vào ngày 21 tháng 11 năm 2021. Trong Ngoài ra, một buổi hòa nhạc lưu trú tại Las Vegas mang tên Weekends with Adele đã được lên kế hoạch từ 20 tháng 1 đến 16 tháng 4 năm 2022, [ghi chú 1] và hai buổi hòa nhạc liên tiếp được lên kế hoạch vào ngày 1 và 2 tháng 7 năm 2022 tại British Summer Time Hyde Park ở London.
Album đạt vị trí số một tại 24 quốc gia, bao gồm cả Vương quốc Anh, nơi nó trở thành album quán quân thứ tư liên tiếp của Adele, khiến cô trở thành nghệ sĩ đầu tiên ra mắt tất cả các album của họ đứng đầu bảng xếp hạng Album của Vương quốc Anh; nó đã đạt được doanh số tuần đầu tiên cao nhất cho một album của một nữ nghệ sĩ ở Anh kể từ khi Adele 25 tuổi và trở thành sách bán chạy nhất năm 2021 tại  quốc này. Tại Mỹ, đây là album quán quân Billboard 200 thứ ba liên tiếp của Adele và cũng là album bán chạy nhất của năm. 30 là album bán chạy nhất thế giới năm 2021, với hơn 5 triệu bản được bán ra trong năm. Ngoài ra, Adele là nghệ sĩ bán chạy thứ ba năm 2021 trên toàn cầu. 30 đã giành được Album Anh của năm tại Lễ trao giải Brit lần thứ 42, đưa Adele trở thành nghệ sĩ solo đầu tiên trong lịch sử ba lần giành được vinh dự này.

## Lý lịch
Trong thời gian 25, Adele đã viết đủ tài liệu cho những gì cô ấy khẳng định có thể là ba hoặc bốn album. Sau đó, cô tiết lộ rằng cô có bốn hoặc năm bài hát mà cô có thể sẽ xem lại vào một ngày sau đó, trong số đó có một bài hát do Greg Kurstin đóng góp mà cô cảm thấy phù hợp hơn khi lớn hơn.  Nhiều hợp tác với nhạc sĩ Diane Warren cũng bị cắt từ 25, mặc dù Warren đã đề cập đến khả năng một số bài hát sẽ xuất hiện trong các album trong tương lai. Vào năm 2018, các phương tiện truyền thông chính thống đã đưa tin rằng Adele đang thực hiện album phòng thu thứ tư của cô ấy. Tay trống Matt Chamberlin xác nhận rằng anh đã ở trong phòng thu với cô cho album phòng thu thứ tư của cô. Cùng với Rick Nowels, Jend và Raphael Saadiq với hy vọng tạo ra một album "đầy linh hồn, với âm hưởng chiết trung hơn."
"Tôi chỉ cảm thấy muốn giải thích với anh ấy, thông qua hồ sơ này, khi anh ấy ở độ tuổi 20 hoặc 30, tôi là ai và tại sao tôi lại tự nguyện chọn bỏ toàn bộ cuộc đời của anh ấy để theo đuổi hạnh phúc của riêng mình. Nó khiến anh ấy thực sự không hài lòng đôi khi. Và đó là một vết thương thực sự đối với tôi mà tôi không biết liệu mình có thể chữa lành được hay không."
- Adele về con trai của cô và 30, Vogue.
Sau cuộc hôn nhân của Adele với Simon Konecki vào năm 2018, chậm hơn 2 năm so với các phương tiện truyền thông đưa tin, Adele đã đệ đơn ly hôn vào năm 2019. Sau khi tách khỏi Konecki, và trên hành trình tự chữa lành, Adele bắt đầu các buổi trị liệu và hàn gắn mối quan hệ bị ghẻ lạnh với cha cô. Trải qua giai đoạn này, Adele sẽ phải chịu đựng sự lo lắng, điều mà cô ấy nói trong một cuộc phỏng vấn với Vogue đã truyền cảm hứng cho tuổi 30, cùng với việc cô ấy xa cách với Konecki, sự soi mói về danh tiếng và vai trò làm mẹ của cô ấy. Những năm sau đó, cuộc hôn nhân của cô đã khiến Adele khó chịu, đặc biệt là ảnh hưởng của nó đối với con trai cô. Adele quyết định trò chuyện thường xuyên với con trai về vụ ly hôn và ghi âm các cuộc trò chuyện của cô theo lời khuyên từ bác sĩ trị liệu. Cũng trong khoảng thời gian đó, Adele quay lại studio lấy cảm hứng từ những cuộc trò chuyện của cô với con trai và muốn tạo ra một tác phẩm có thể giải thích cho anh ta lý do tại sao cô rời bỏ cha anh ta.
Đầu đợt quảng bá cho 25, Adele tiết lộ rằng cô ấy dự định ngừng đặt tên album theo tuổi của mình. Tuy nhiên, vào sinh nhật lần thứ 31 của cô, Adele đã đăng một bài đăng trên mạng xã hội hiếm hoi trong đó cô - dường như đang nói đùa - gọi album tiếp theo của cô là 30, ám chỉ đến chủ đề của tên ba album trước của cô. Vào ngày 15 tháng 2 năm 2020, Adele thông báo tại đám cưới của một người bạn rằng album phòng thu thứ tư của cô sẽ ra mắt vào tháng 9 năm 2020. Tuy nhiên, sau đó cô ấy xác nhận rằng việc sản xuất và phát hành album đã bị trì hoãn do đại dịch COVID-19.

## Viết và ghi âm
Sử dụng âm nhạc như một lối thoát sau ly hôn, Adele đến phòng thu mô tả nó là "về cơ bản là chạy trốn". Tương tự như các album trước của Adele, các ca khúc giọng hát được sử dụng trên 30 là bản demo gốc. Adele muốn tạo ra một "không gian an toàn" trong quá trình thu âm album và chọn làm việc với ít người hơn so với dự án trước của cô ấy (25). Việc lựa chọn nhà sản xuất Adele cảm thấy thoải mái vì đã ảnh hưởng đến lựa chọn cộng tác viên của cô ấy. Adele tái hợp với cộng tác viên lâu năm, nhà sản xuất thu âm và người bạn Greg Kurstin, điều này cho phép Adele cảm thấy như thể cô ấy "có thể nói bất cứ điều gì, hát bất cứ điều gì và họ sẽ không đánh giá tôi." Adele và Kurstin đã cùng nhau thực hiện sáu bài hát; "Easy on Me", "My Little Love", "Cry Your Heart Out", "Oh My God", "I Drink Wine" và "All Night Parking".

### Bài hát
Ban đầu là một bài hát dài 15 phút, lấy cảm hứng từ Elton John và Bernie Taupin, "I Drink Wine" được Adele viết để bày tỏ sự hối hận vì đã không có mặt cho một người bạn thân và sau đó đã bị cắt lại sau phản hồi của hãng. "All Night Parking" sau đó được công nhận là nghệ sĩ piano jazz người Mỹ Erroll Garner là nghệ sĩ nổi bật, đây là bài hát đầu tiên trong album tiêu chuẩn của Adele được ghi nhận là nghệ sĩ nổi bật. Adele đã làm việc với các cộng tác viên trước đây và các nhà sản xuất và nhạc sĩ người Thụy Điển Max Martin và Shellback, và ca sĩ kiêm nhạc sĩ người Canada Tobias Jesso Jr. "Oh My God", do Kurstin sản xuất, được viết trong khoảng thời gian khi sự lo lắng của Adele đang nguôi ngoai. Đề cập đến chuyện hẹn hò sau ly hôn, Adele đã viết bài hát lấy cảm hứng từ lần tán tỉnh đầu tiên của cô sau khi chia tay với Simon Konecki.
Adele cũng lần đầu tiên làm việc với các nhà sản xuất, bao gồm nhà soạn nhạc người Thụy Điển Ludwig Göransson và nhà sản xuất người Anh Inflo (của tập đoàn âm nhạc Sault). Được truyền cảm hứng mạnh mẽ từ bộ phim tiểu sử Judy Garland, Adele bị thu hút bởi những âm thanh, hợp âm và cách đệm mới mà Göransson giới thiệu với cô, dẫn đến bài hát "Strangers by Nature". Adele ngay lập tức bị thu hút về phía Inflo, do họ bằng tuổi nhau và cả hai đều được nuôi dưỡng ở Bắc London. Các buổi ghi âm của cặp đôi thường bắt đầu bằng các cuộc trò chuyện rộng rãi, trước khi xác định cảm xúc mà họ muốn viết. Họ đã cùng nhau viết và sản xuất ba bài hát, "Woman like Me", "Hold On" và "Love Is a Game". Sau đó được lấy cảm hứng từ Breakfast at Tiffany's, được phát ở chế độ tắt tiếng trong các buổi ghi âm. "Hold On" được viết bởi Adele liên quan đến nhiều lần cô mất hy vọng trong khi ly hôn và có sự hỗ trợ giọng hát từ bạn bè của cô. Nhớ lại việc viết ca khúc Adele đã nói; "Tôi nhớ mình đã không cười khổ trong khoảng một năm. Nhưng tôi không nhận ra rằng mình đang tiến bộ cho đến khi tôi viết 'Hold On' và nghe lại nó. Sau đó, tôi đã nói: 'Ôi, chết tiệt' Tôi thực sự đã học được rất nhiều. Tôi thực sự đã đi một chặng đường dài. "" Đến tháng 2 năm 2021, 30 phần lớn đã hoàn thành, ngoại trừ một số yếu tố dàn nhạc và giọng hát phụ.

## Thành phần và chủ đề
Stereogum mô tả 30 là một bản thu âm nhạc pop, soul và jazz. 30 chứa các yếu tố của electropop, dance-pop, R & B và phúc âm. Album bao gồm giọng hát hợp xướng, hòa âm, nốt giọng, violon thanh lịch, dây êm dịu, organ và kèn. Theo chủ đề, album đề cập đến việc ly hôn, lo lắng và làm mẹ của Adele. Trong một Instagram Live vào ngày 9 tháng 10 năm 2021, Adele nhắc lại rằng 30 tuổi sẽ tập trung vào việc ly hôn của cô. Adele lưu ý rằng 30 là nội tâm nhiều hơn những nỗ lực trước đây của cô. "Tôi cảm thấy album này là sự tự hủy hoại bản thân, sau đó là tự phản ánh và sau đó là sự tự chuộc lỗi", cô nói. "Tôi thực sự muốn mọi người nghe thấy khía cạnh của tôi trong câu chuyện lần này."
Album mở đầu bằng "Strangers by Nature", một giai điệu điện ảnh bao gồm organ, dây đàn và ca từ thê lương. Bài hát kết thúc với dòng "Được rồi, tôi đã sẵn sàng", trước khi dẫn đến "Easy on Me", đĩa đơn chủ đạo của album. Ca khúc là bài hát thứ hai trong album và là một bản ballad piano truyền thống nói về sự hàn gắn sau cuộc ly hôn. "My Little Love" là ca khúc dành riêng cho con trai của Adele, Angelo, với các nốt giọng trong bài hát, nói về cuộc ly hôn của cô và nỗi đau của sự tan vỡ. Ca khúc thứ tư của album, "Cry Your Heart Out" là một bài hát được điều khiển bằng piano uptempo, tương phản với lời bài hát mô tả sự trầm cảm và lo lắng, nhưng cũng mang lại cảm giác nhẹ nhõm. "Oh My God" là một giai điệu dance-pop điện tử, có chủ đề về lời tán tỉnh đầu tiên của Adele sau khi ly hôn. "Can I Get It" là một đoạn guitar acoustic, với phần điệp khúc được huýt sáo lạc quan. Về mặt trữ tình, bài hát nói về cảm giác của tình yêu và mong muốn một mối quan hệ thực sự lâu dài. "I Drink Wine" là một bản ballad quyền lực theo định hướng phúc âm, đề cập đến cuộc ly hôn của Adele và trút bỏ cái tôi của cô ấy trước khi lấy lại khả năng yêu lần nữa.
"All Night Parking" là phần kết hợp với nghệ sĩ piano jazz Erroll Garner, đánh dấu bài hát đầu tiên trong album phòng thu của Adele. Bài hát xoay quanh nền tảng âm nhạc của "Finding Parking" (2017) của Joey Pecoraro, lấy mẫu "No More Shadows" (1964) của Garner. Bài hát nói về tình yêu trong một mối quan hệ yêu xa và sự phấn khích đi kèm với nó, ngay cả khi nó sẽ không kéo dài. Bài hát chỉ có độ dài hai phút bốn mươi mốt giây, trở thành ca khúc ngắn nhất trong album "Woman like Me" và là ca khúc thứ chín của album, được xây dựng trên nền nhạc cụ acoustic. Bài hát nói về một người yêu không sẵn sàng tiếp tục mối quan hệ trước đây của mình và để quá khứ làm mờ mối quan hệ hiện tại, với việc Adele gọi người yêu của cô ấy ra khỏi sự lười biếng và thiếu tự tin của anh ấy. "Hold On" là một bài hát nhuốm màu phúc âm với Adele được hỗ trợ bởi một dàn hợp xướng. Bài hát mô tả cảm xúc của Adele về cuộc ly hôn của cô ấy và tự nhủ rằng hãy luôn hy vọng vào tương lai. "To Be Loved" là một bản ballad piano khác và được coi là màn trình diễn giọng hát hay nhất của Adele trong sự nghiệp của cô. Lời bài hát cho thấy Adele đề cập đến một phiên bản tương lai của con trai cô, giải thích việc ly hôn và tìm lại con đường dẫn đến hạnh phúc. Phần gần hơn của album, "Love Is a Game", là một bản nhạc jazz chịu ảnh hưởng của điện ảnh, với các chi tiết trữ tình về việc tìm lại tình yêu và điều hướng các con đường của tình yêu.

## Phát hành
Vào ngày 18 tháng 10 năm 2020, Adele xác nhận rằng cô sẽ tổ chức chương trình Saturday Night Live ngày 24 tháng 10, khơi lại hy vọng của người hâm mộ rằng âm nhạc mới sẽ sắp ra mắt. Tuy nhiên, trong tập phim, Adele xác nhận rằng album phòng thu thứ tư của cô vẫn chưa hoàn thành. Sau đó, cô ấy đã gợi ý qua một bài đăng trên Instagram rằng cô ấy sẽ trở lại với âm nhạc vào năm 2021. Diễn viên hài Alan Carr, một người bạn thân của Adele, cũng ám chỉ rằng album sẽ được phát hành vào năm 2021, mô tả chất liệu mà anh ấy đã nghe từ album là "tuyệt vời" trong một cuộc phỏng vấn với ấn bản Grazia's của Vương quốc Anh.
Vào ngày 28 tháng 9 năm 2021, các tweet từ nhiều đài phát thanh trên toàn cầu cho biết rằng nhạc mới của Adele có thể được phát hành sớm nhất là trong tuần đó. Vài ngày sau, Hits Daily Double, người trước đó đã báo cáo độc quyền về đợt phát hành album cho 25, nhắc lại rằng album phòng thu thứ tư của Adele sẽ được phát hành vào ngày 19 tháng 11. Không giống như 25, Adele xác nhận rằng 30 sẽ có sẵn trên các dịch vụ phát trực tuyến vào ngày phát hành, bên cạnh bản phát hành truyền thống trên các định dạng vật lý. Tương tự, 30 khác với các bản phát hành trước của Adele ở chỗ nó sẽ không được XL Recordings phát hành; thay vào đó, việc phân phối trên toàn thế giới do Columbia Records đảm nhận, trước đây hãng này chỉ xử lý các bản phát hành của Adele ở Bắc Mỹ. Vào ngày 13 tháng 10 năm 2021, Adele chính thức thông báo tên album sẽ là 30 và dự kiến phát hành vào ngày 19 tháng 11 năm 2021.
Vào ngày 4 tháng 11, hai tuần trước khi phát hành album, Consequence đã báo cáo "một sự chậm trễ lớn" trong ngành công nghiệp ghi âm vinyl gây ra một phần là do 30. Variety nói rằng Adele phải quay album của cô ấy trong sáu tháng trước để có đĩa vinyl. LP đã sẵn sàng cho ngày 19 tháng 11, ngày nó phát hành. Hơn 500.000 đĩa vinyl LP trong số 30 đĩa đã được sản xuất trong những tháng trước ngày phát hành, với việc Sony Music loại bỏ các album trong danh mục khỏi các nhà máy ép ở nước ngoài để đảm bảo "sẽ không thiếu đĩa hát nào của Adele trong kỳ nghỉ lễ", điều này cùng với sự trì hoãn sản xuất từ trước do đại dịch COVID-19, đã trở nên bất lợi cho các album của các nghệ sĩ khác. Ed Sheeran nói rằng "có ba nhà máy sản xuất nhựa vinyl trên thế giới, vì vậy bạn phải làm điều đó như thực sự trả trước - và Adele về cơ bản đã đặt trước tất cả các nhà máy sản xuất nhựa vinyl, vì vậy chúng tôi phải tìm một chỗ và đưa album của mình vào đó. Đó là giống như tôi, Coldplay, Adele, Taylor, ABBA, Elton, tất cả chúng tôi đều cố gắng in đĩa nhựa của chúng tôi cùng một lúc. "
"Tôi chắc chắn không ở gần nơi tôi mong muốn khi tôi bắt đầu nó lần đầu tiên cách đây gần 3 năm. Hoàn toàn ngược lại trên thực tế. Tôi dựa vào thói quen và tính nhất quán để cảm thấy an toàn. Tôi luôn luôn có. Và ở đó, tôi đã cố ý - và thậm chí sẵn lòng, ném mình vào một mê cung của sự hỗn độn và rối loạn nội tâm tuyệt đối! Tôi đã học được rất nhiều sự thật về bản thân mình trong suốt chặng đường. Tôi đã lột bỏ nhiều lớp nhưng cũng bọc mình trong những lớp mới. Được khám phá ra thực sự hữu ích và lành mạnh về tinh thần, và tôi cảm thấy như cuối cùng tôi đã tìm lại được cảm giác của mình. Tôi muốn nói rằng tôi chưa bao giờ cảm thấy bình yên hơn trong cuộc đời mình. Và vì vậy, cuối cùng thì tôi cũng đã sẵn sàng để đưa album này ra mắt. Đó là chuyến đi hoặc chết của tôi trong suốt giai đoạn hỗn loạn nhất của cuộc đời tôi [...] Tôi đã chăm chỉ xây dựng lại ngôi nhà và trái tim của mình kể từ đó và album này kể lại điều đó. Nhà là nơi có trái tim".
- Adele công bố 30 qua mạng xã hội

## Tiếp thị và quảng cáo
Vào cuối tuần 1 tháng 10, một loạt quảng cáo tích trữ và dự đoán hiển thị số "30" đã xuất hiện ở nhiều địa điểm khác nhau trên toàn cầu, với các báo cáo rằng nó có thể được gắn với album phòng thu sắp tới của Adele, 30. Vào thứ Hai, 4 tháng 10, Adele's các tài khoản mạng xã hội và trang web đã được cập nhật để phù hợp với màu xanh lam từ các quảng cáo, cho thấy một thông báo sắp xảy ra từ Adele. Ngày hôm sau, Adele chính thức thông báo phát hành vào ngày 15 tháng 10 cho đĩa đơn chủ đạo của album, "Easy On Me", với một đoạn video âm nhạc của nó trên các tài khoản mạng xã hội của cô. Cuối tuần đó, Adele trở thành người đầu tiên đồng thời xuất hiện trên trang bìa của cả hai ấn phẩm Vogue của Anh và Mỹ trong cùng một tháng; cả hai tạp chí đều đăng các cuộc phỏng vấn trong đó Adele tiết lộ chi tiết về album mới của cô. Danh sách 30 bài hát được tiết lộ vào ngày 1 tháng 11 năm 2021. Phiên bản deluxe độc quyền của Target bổ sung thêm hai bài hát thưởng và phiên bản song ca của "Easy on Me" với ca sĩ kiêm nhạc sĩ người Mỹ Chris Stapleton.

### Buổi hoà nhạc
Đối với Hoa Kỳ, Adele đã thông báo một chương trình truyền hình đặc biệt, Adele One Night Only, sẽ phát sóng trên CBS vào ngày 14 tháng 11 năm 2021. Đặc biệt có cuộc phỏng vấn độc quyền với Oprah Winfrey, cũng như các buổi biểu diễn trực tiếp của cả những bản hit lớn nhất của Adele và những bài hát mới nhất của cô ấy từ album. Buổi biểu diễn đặc biệt đã thu hút 11,7 triệu người xem.
Đối với Vương quốc Anh, một buổi hòa nhạc đặc biệt khác có tên An Audience with Adele được phát sóng vào ngày 21 tháng 11 qua kênh truyền hình miễn phí ITV và được phát hành trên nền tảng theo yêu cầu ITV Hub; buổi hòa nhạc duy nhất được tổ chức tại London Palladium ở London, với khán giả bao gồm cả người hâm mộ và "những nữ anh hùng và anh hùng cá nhân của chính Adele, các nhạc sĩ, nghệ sĩ, diễn viên, vận động viên, nữ thể thao và hơn thế nữa."

### Singles
Đĩa đơn chính, "Easy on Me", được phát hành vào ngày 15 tháng 10 năm 2021. Video âm nhạc đi kèm do nhà làm phim người Canada Xavier Dolan đạo diễn tại Sutton, một thị trấn ở Tây Nam Quebec. Video âm nhạc của nó được coi là phần tiếp theo của video âm nhạc cho đĩa đơn chính của 25, "Hello". Sau khi phát hành, nó đã phá vỡ nhiều kỷ lục lớn, bao gồm cả bài hát được phát trực tuyến nhiều nhất trong một ngày và một tuần trên Spotify. Bài hát đã đứng đầu bảng xếp hạng tại 26 quốc gia, bao gồm Bảng xếp hạng đĩa đơn của Anh và Bảng xếp hạng Billboard Hot 100 của Mỹ. Nổi bật trong các ấn bản 30 của Target và Nhật Bản, phiên bản song ca với ca sĩ người Mỹ Chris Stapleton đã được phát hành trên định dạng đài phát thanh quốc gia Hoa Kỳ vào ngày 19 tháng 11 năm 2021.
"Oh My God" được phát hành dưới dạng đĩa đơn thứ hai vào ngày 29 tháng 11 năm 2021, thay cho "I Drink Wine" như dự kiến ban đầu. Nó ra mắt ở vị trí thứ hai trên Bảng xếp hạng đĩa đơn chính thức, bị chặn khỏi vị trí đầu bảng bởi "Easy on Me" của chính cô ấy và vị trí thứ năm trên US Billboard Hot 100. Video âm nhạc do Sam Brown đạo diễn quảng cáo bài hát đã được tải lên Adele's kênh YouTube chính thức vào ngày 12 tháng 1 năm 2022.
Ngoài ra, "I Drink Wine", "Can I Get It" và "All Night Parking (với Erroll Garner)" từng được quảng cáo lên 40 định dạng radio hàng đầu của Hoa Kỳ vào ngày 24 tháng 11 năm 2021 dưới dạng đĩa đơn quảng cáo.

## Đánh giá chuyên môn
30 đã nhận được sự hoan nghênh rộng rãi từ các nhà phê bình âm nhạc, nhiều người đã gọi nó là album hay nhất của Adele. Trên Metacritic, chỉ định điểm chuẩn hóa 100 cho xếp hạng từ các ấn phẩm, album đã nhận được điểm trung bình có trọng số là 88 dựa trên 23 bài đánh giá, cho thấy "sự hoan nghênh toàn cầu". Đây là album được đánh giá cao nhất của Adele trên trang web.
Nhà báo âm nhạc Rob Sheffield của Rolling Stone đã gọi album 30  là "khó nhất, mạnh mẽ nhất từ trước đến nay" của Adele với những màn trình diễn giọng hát hay nhất trong sự nghiệp của cô, đồng thời khen ngợi phần sản xuất "khéo léo" của các cộng tác viên của cô. Neil McCormick, trong bài đánh giá của mình cho The Daily Telegraph, đã ca ngợi 30 là đĩa hát mạnh nhất của cô, chứa các bài hát "quyền lực" với cảm xúc "mãnh liệt" và màn trình diễn "dũng cảm". Emma Swann của DIY mô tả album là "thô mộc và không khoan nhượng", phù hợp với âm nhạc điện ảnh với ca từ về "nỗi đau, sự tự tránh mình, hy vọng, chấp nhận."
Evening Standard gọi 30 là "một sự trở lại tàn khốc" với cả những bài hát uptempo và những bản ballad nặng nề. Mikael Wood của Los Angeles Times đã chọn album xem xét "nguyên nhân và hậu quả của tình yêu" bằng cách sử dụng kinh nghiệm cá nhân của Adele, và nhấn mạnh giọng hát "cao vút nhưng nhẹ nhàng, tuyệt đẹp" của cô. Nhà phê bình Annabel Nugent của tờ Independent nhận thấy chủ đề này thẳng thắn, không được lọc và "không qua xử lý", cũng như chứa một số bài hát tình yêu lạc quan, không giống như các đĩa nhạc trước đây của cô ấy có chủ đề buồn "có thể gây mệt mỏi quá mức". Kate Solomon, viết cho i, nói rằng 30 là một album "đầy tôn kính và lộn xộn, bóng bẩy và đau đớn" của một "người phụ nữ trong tình trạng hỗn loạn, từ những đêm nồng nặc mùi rượu đến những khoảnh khắc lặng lẽ đẫm nước mắt".
David Cobbald, đánh giá cho The Line of Best Fit, khen ngợi bản chất sân khấu của tuổi 30 và việc sử dụng các nhạc cụ điện tử và bộ tổng hợp trong quá trình sản xuất, nhưng bác bỏ các bài hát như "Oh My God" và "Can I Get It" là "có vấn đề" . Nhà phê bình Jillian Mapes của Pitchfork đã gọi 30 là một "album cực kỳ xúc động" và là tác phẩm tham vọng nhất của Adele cho đến nay do sản xuất "nhiều sắc thái", nhưng loại trừ "Can I Get It" như một phụ bản radio pop không cần thiết. Nhận xét của El Hunt của NME và Alexis Petridis của The Guardian là trái ngược nhau. Hunt cho biết 30 là album sáng tạo nhất của Adele, nhưng với lời bài hát vẫn nằm trong "lãnh thổ an toàn hơn"; Hunt đánh giá cao những âm thanh mới, nhưng cảm thấy các bản phối của "Hold On", "I Drink Wine" và "Can I Get It" thật chói tai. Petridis cho biết album này đơn điệu về âm nhạc và trữ tình so với các album trước của cô ấy, và "với số liệu bán hàng của họ, bạn không thể trách Adele đã từ chối thậm chí mày mò với một công thức rõ ràng là chưa phá vỡ. Nhưng cô ấy làm được, và nó làm cho Điểm nổi bật của 30. " Tom Hull thì chỉ trích hơn, cho điểm nó là "điểm B" và nhận thấy nó "bị thổi phồng quá mức".

### Danh sách cuối năm
| Sự xuất bản          | Danh sách                                       | Cấp |
| -------------------- | ----------------------------------------------- | --- |
| BBC                  | 21 Album hay nhất năm 2021                      | 10  |
| Billboard            | 50 Album hay nhất năm 2021: Danh sách nhân viên | 4   |
| Consequence          | 50 Album hàng đầu của năm 2021                  | 20  |
| Entertainment Weekly | 10 album hay nhất năm 2021                      | 5   |
| Los Angeles Times    | 10 album hay nhất năm 2021                      | 7   |
| The New York Times   | Album xuất sắc nhất năm 2021 của Lindsay Zoladz | 1   |
| NPR Music            | 50 Album hay nhất năm 2021                      | 14  |
| Pitchfork            | 50 Album hay nhất năm 2021                      | 32  |
| Rolling Stone        | 50 Album hay nhất năm 2021                      | 2   |
| Variety              | 10 album hàng đầu của Chris Willman năm 2021    | 5   |

## Giải thưởng
| Năm  | Lễ                       | Danh mục                     | Kết quả         |
| ---- | ------------------------ | ---------------------------- | --------------- |
| 2022 | Brit Awards              | Album Anh của năm            | Thắng           |
| 2022 | iHeartRadio Music Awards | Album trở lại hay nhất       | Thắng           |
| 2022 | iHeartRadio Music Awards | Album nhạc Pop của năm       | Thắng           |
| 2022 | Kids' Choice Awards      | Album yêu thích              | Được đề cử      |
| 2022 | Juno Awards              | Album quốc tế của năm        | Chưa giải quyết |
| 2022 | Billboard Music Awards   | Album hàng đầu Billboard 200 | Chưa giải quyết |

## Hiệu suất thương mại
Vào ngày 29 tháng 10 năm 2021, ba tuần trước khi phát hành, 30 đã phá kỷ lục cho album được thêm trước nhiều nhất từ trước đến nay trên Apple Music, vượt qua Happier Than Ever (2021) của Billie Eilish; album cũng đạt được số lượt thêm trước lớn nhất trong một ngày, cũng như kỷ lục về việc làm như vậy trong khung thời gian ngắn nhất. Liên đoàn Công nghiệp ghi âm Quốc tế (IFPI) báo cáo rằng Adele là nữ nghệ sĩ bán chạy thứ hai thế giới năm 2021, sau Taylor Swift. 30 là album bán chạy nhất năm 2021 trên toàn thế giới, đứng đầu Bảng xếp hạng mọi định dạng album toàn cầu, Bảng xếp hạng bán album toàn cầu và Bảng xếp hạng album Vinyl toàn cầu mới được tạo. Album đã đạt tổng cộng hơn 5 triệu bản trong năm.

### Châu Âu
Vào ngày 22 tháng 11 năm 2021, Công ty Bảng xếp hạng Chính thức của Vương quốc Anh đã báo cáo rằng 30 bảng xếp hạng đã ghi được 167.000 doanh số bán hàng tại Vương quốc Anh trong nửa đầu của tuần mở màn, lớn hơn so với phần còn lại của top 40 bảng xếp hạng cộng lại. Sau 5 ngày phát hành, album này đã có tuần mở màn lớn nhất năm 2021 trong cả nước. Với doanh số 219.000 bảng, 30 đã vượt qua ABBA's Voyage, mở đầu với 204.000 bảng bán ra vào đầu tháng đó. Đây cũng là tuần mở màn cao nhất cho một album của một nghệ sĩ nữ kể từ sau 25 của Adele. Album này đứng đầu bảng xếp hạng Official Albums Chart với 261.000 bản được bán ra, thu về tuần mở màn lớn nhất cho một album kể từ sau Ed Sheeran Chia Sẻ (2017) . Adele cũng đạt được cú đúp bảng xếp hạng trên Bảng xếp hạng đĩa đơn chính thức trong tuần đó, với "Easy on Me" ở vị trí số một, "Oh My God" ra mắt ở vị trí thứ hai và "I Drink Wine" ra mắt ở vị trí thứ tư. 30 đã dành tổng cộng 5 tuần liên tiếp đứng đầu Bảng xếp hạng Album chính thức, đưa SOUR của Olivia Rodrigo trở thành album quán quân lâu nhất năm 2021 trên bảng xếp hạng. Được xếp hạng là album hàng đầu của năm 2021 tại Anh, 30 vượt quá 600.000 đơn vị trong tổng số hoạt động, với 502.000 đến từ doanh số bán thuần (448.000 bản vật lý, 53.000 lượt tải xuống).
30 ra mắt ở vị trí số một ở Đức, và với "Easy on Me" ở vị trí số một trên bảng xếp hạng 100 đĩa đơn hàng đầu của Đức, Adele trở thành nghệ sĩ nữ đầu tiên chiếm vị trí số một trên bảng xếp hạng đĩa đơn và album đồng thời ba lần ở đó. Tại Ireland, 30 người ra mắt ở vị trí số một, vượt xa phần còn lại của Top 10 cộng lại. 30 ra mắt ở vị trí thứ hai tại Pháp khi phát hành với 45.487 bản được bán ra, chỉ sau Orelsan's Civilization. Sau đó, nó đã đạt vị trí cao nhất trong tuần thứ năm và được chứng nhận đĩa bạch kim kép tại quốc gia này chưa đầy hai tháng sau khi phát hành. Ra mắt ở vị trí số một tại Hà Lan, 30 đã trở thành album bán chạy nhất năm 2021 tại quốc gia này. Nó đánh dấu lần thứ sáu Adele làm được như vậy, và cũng đưa cô trở thành nghệ sĩ đầu tiên có album bán chạy nhất trong sáu năm khác nhau ở đó. 30 cũng đứng đầu bảng xếp hạng ở Áo, Bỉ, Đan Mạch, Phần Lan, Hy Lạp, Iceland, Lithuania, Na Uy, Scotland, Tây Ban Nha, Thụy Điển và Thụy Sĩ.

### Hoa Kỳ
Tại Hoa Kỳ, 30 đã trở thành album bán chạy nhất năm 2021 khi bán được 500.000 bản trong ba ngày đầu tiên, vượt qua con số 462.000 của Swift's Evermore (2020). Nó cũng tuyên bố tuần bán hàng lớn nhất trong năm từ Swift's Red (Phiên bản của Taylor). 30 đã chuyển được 575.000 đơn vị tương đương album trong khoảng thời gian ba ngày. Ngày hôm sau, 30 đã vượt qua Certified Lover Boy của Drake cho tuần mở màn lớn nhất năm 2021, thu về 660.000 đơn vị tương đương album tại Mỹ. 560.000 trong số đó là doanh số bán album.
Album đứng đầu bảng xếp hạng Billboard 200 với 839.000 đơn vị tương đương album, trong đó có 692.000 đơn vị bán album thuần túy. Các bài hát của album đã thu về 185,39 triệu lượt phát trực tuyến theo yêu cầu trong tuần đầu tiên, đánh dấu tuần đầu tiên phát trực tuyến lớn thứ tư cho một album của một phụ nữ vào năm 2021. Nó vượt qua doanh số của bất kỳ album nào trong 11 tháng trước đó cộng lại và là mức cao nhất tuần bán hàng album kể từ con số 1,2 triệu bản được bán ra bởi Swift's Reputation (2017). 30 cũng bán chạy hơn 50 album bán chạy nhất khác trong tuần đó cộng lại, cũng như 10 album bán chạy nhất khác trong tuần đó cộng lại và tăng gấp ba lần. Tất cả 12 bài hát trong số 30 bài đều có mặt trên Billboard Hot 100 sau khi phát hành, với 6 bài nằm trong top 40. Tổng số bài hát trong bảng xếp hạng của Adele đã tăng từ 14 lên 25, cùng với Billie Eilish là nữ nghệ sĩ có nhiều thứ ba. lọt vào bảng xếp hạng năm 2021, sau Taylor Swift (40) và Summer Walker (18).
30 vẫn giữ vị trí số một trong tuần thứ hai với 288.000 bản thu được, bao gồm 225.000 bản bán album thuần túy và 81,33 triệu lượt phát trực tuyến theo yêu cầu, đạt doanh số tuần thứ hai lớn nhất trong năm và là tổng số tuần thứ hai lớn nhất cho bất kỳ album nào kể từ Drake's Scorpion (2018) đã chuyển 335.000 đơn vị. Giữa tuần thứ ba, 30 đã bán được hơn một triệu bản thuần túy tại Mỹ, trở thành album đầu tiên năm 2021 đạt được cột mốc quan trọng và cũng là album đầu tiên kể từ Folklore của Swift (2020). Trong tuần đứng đầu bảng xếp hạng thứ ba, 30 đã đạt được 193.000 đơn vị, đánh dấu tuần thứ ba lớn nhất cho bất kỳ album nào kể từ Scorpion. Nó cũng trở thành album đầu tiên trải qua bốn tuần đầu tiên ở vị trí số một kể từ Dangerous: The Double Album của Morgan Wallen vào đầu năm 2021 và là album đầu tiên của một phụ nữ kể từ Folklore đã làm như vậy. Cũng trong tuần đó, 30 đĩa đã bán được 41.000 đĩa vinyl LP, trở thành album vinyl bán chạy nhất năm 2021. Thu về 212.000 đơn vị trong tuần thứ năm, 30 đĩa đã đạt được số đơn vị tuần thứ năm cao nhất cho một album kể từ ngày 25 và trở thành album đầu tiên của những năm 2020 để kiếm được hơn 200.000 đơn vị trong ba tuần riêng biệt; Adele đạt tổng cộng 39 tuần đứng đầu bảng xếp hạng Billboard 200, đưa Elton John trở thành nghệ sĩ solo người Anh có nhiều tuần đứng nhất trên bảng xếp hạng. Album rơi xuống vị trí thứ hai trong tuần thứ bảy với 57.000 bản. 30 đã được chứng nhận ba bạch kim bởi RIAA cho lô hàng ba triệu chiếc ở Mỹ.
30 là sách bán chạy nhất cuối năm 2021 với 1,464 triệu bản — album duy nhất bán được một triệu bản. Trong đó, 1,219 triệu bản là bản vật lý và 245,000 bản là bản tải xuống kỹ thuật số. Nó đánh dấu lần thứ năm Adele có được sách bán chạy nhất trong năm, một kỷ lục gắn liền với Swift. 30 là album được tiêu thụ nhiều thứ tư trong năm 2021 và thứ hai là ở nữ giới, với 1,936 triệu bản được chuyển đi. Ngoài ra, Adele là nghệ sĩ bán chạy thứ hai năm 2021 với 1,62 triệu album được bán ra, sau Swift (2,36 triệu). Billboard lưu ý rằng doanh số bán hàng của 30 đã giúp thúc đẩy doanh số bán hàng thuần túy, đặc biệt là doanh số bán đĩa CD, của năm 2021; 30 là album kỹ thuật số, CD và vinyl LP bán chạy nhất năm 2021. Adele là nghệ sĩ bán chạy thứ hai năm 2021 về doanh số bán đĩa kỹ thuật số và đĩa vinyl và doanh số bán đĩa CD, sau Swift và BTS, tương ứng.

### Các thị trường khác
30 đã đứng đầu Bảng xếp hạng Billboard Canada Albums với 70.000 bản trong tuần đầu tiên, đánh dấu album quán quân thứ ba của Adele tại đó. Đối với năm 2021, 30 là album bán chạy nhất của Canada trên tất cả các định dạng — kỹ thuật số, CD và vinyl LP. Tổng cộng, album đã trải qua sáu tuần liên tiếp ở vị trí số một. Album đứng đầu Bảng xếp hạng ARIA Album của Úc, nơi nó đạt doanh số tuần đầu tiên cao nhất cho bất kỳ album nào kể từ Chia 4 năm trước, trong khi chín bài hát của nó được xếp hạng trên ARIA Singles Chart tuần đó. Album đứng đầu bảng xếp hạng trong bảy tuần liên tiếp trong nước. Nó ra mắt ở vị trí số một trên New Zealand Albums Chart trong khi đạt vị trí vàng trong tuần đầu tiên phát hành với doanh số vượt qua 7.500. Nó vẫn ở vị trí số một trong bảy tuần liên tiếp. Tại Nhật Bản, 30 ra mắt ở vị trí thứ năm trên bảng xếp hạng Oricon Nhật Bản Album và vị trí thứ tư trên bảng xếp hạng Billboard Nhật Bản Albums, đồng thời đạt vị trí thứ sáu mươi tám trên Bảng xếp hạng album Gaon tại Hàn Quốc.

## Ảnh hưởng
Các phương tiện truyền thông và người hâm mộ đã mệnh danh 30 là một phần của xu hướng âm nhạc năm 2021 có tên "Sad Girl Autumn" hoặc "Sad Girl Fall", ám chỉ việc phát hành nhạc u sầu và nội tâm của các nghệ sĩ nữ vào mùa thu, cùng với Taylor Swift's Red (Taylor's Version) và bài hát "The Only Heartbreaker" của Mitski. Time ca ngợi Adele vì "vẫn có liên quan trong khi ngang nhiên phớt lờ các xu hướng", gọi cô là "bậc thầy biến cuộc sống thành nghệ thuật", người "xuất hiện xen kẽ như không thể tiếp cận và dễ liên tưởng" và "phản ứng nhanh với các tiêu đề theo cách tạo ra nhiều tiêu đề hơn". Mic gọi album là "kỷ lục của thế hệ thiên niên kỷ", người đã "lột trần những vết sẹo cảm xúc của thời gian giống như cô ấy". Ringer đã so sánh sự khác biệt giữa Adele và các ngôi sao nhạc pop khác, nói rằng "Không giống như nhiều bạn bè cùng trang lứa, Adele không có nghĩa vụ phải giữ một câu chuyện chính để duy trì sự quan tâm chung trong sự nghiệp của cô ấy. Cô ấy chỉ ... hát". Spotify đã loại bỏ nút "xáo trộn" cho người dùng Premium như Adele đề xuất và nhận xét rằng "Nghệ thuật của chúng tôi kể một câu chuyện và câu chuyện của chúng tôi nên được lắng nghe như chúng tôi dự định." ABC News gọi đề xuất của cô là "một ví dụ về quyền lực của cô trong ngành công nghiệp âm nhạc." Việc phát hành 30 được coi là một trong những khoảnh khắc văn hóa đại chúng vĩ đại nhất của năm 2021.

## Các bài hát
| Phiên bản tiêu chuẩn | Phiên bản tiêu chuẩn                    | Phiên bản tiêu chuẩn          | Phiên bản tiêu chuẩn | Phiên bản tiêu chuẩn |
| STT                  | Nhan đề                                 | Sáng tác                      | Sản xuất             | Thời lượng           |
| -------------------- | --------------------------------------- | ----------------------------- | -------------------- | -------------------- |
| 1.                   | "Strangers by Nature"                   | Adele Adkins Ludwig Göransson |                      | 3:02                 |
| 2.                   | "Easy on Me"                            | Adkins Greg Kurstin           | Kurstin              | 3:44                 |
| 3.                   | "My Little Love"                        | Adkins Kurstin                |                      | 6:29                 |
| 4.                   | "Cry Your Heart Out"                    | Adkins Kurstin                |                      | 4:15                 |
| 5.                   | "Oh My God"                             | Adkins Kurstin                |                      | 3:45                 |
| 6.                   | "Can I Get It"                          | Adkins Max Martin Shellback   |                      | 3:30                 |
| 7.                   | "I Drink Wine"                          | Adkins Kurstin                |                      | 6:16                 |
| 8.                   | "All Night Parking" (với Erroll Garner) | Adkins Erroll Garner          |                      | 2:41                 |
| 9.                   | "Woman Like Me"                         | Adkins Inflo                  |                      | 5:00                 |
| 10.                  | "Hold On"                               | Adkins Inflo                  |                      | 6:06                 |
| 11.                  | "To Be Loved"                           | Adkins Tobias Jesso Jr.       |                      | 6:43                 |
| 12.                  | "Love Is a Game"                        | Adkins Inflo                  |                      | 6:43                 |
| Tổng thời lượng:     | Tổng thời lượng:                        | Tổng thời lượng:              | Tổng thời lượng:     | 58:15                |

## Những người thực hiện

#### Nhạc sĩ
- Adele Adkins - giọng hát (tất cả các bản nhạc), ghi chú giọng nói (3), tambourine (5), bước nhảy (6), bàn tay (6, 12)
- Ludwig Göransson - piano, bass, rhodes, mellotron, lập trình synth (1)
- David Campbell - dây (1, 3, 7, 10, 12–15)
- Serena Göransson - chuỗi (1)
- Greg Kurstin - bass, piano (2–5, 7); trống kick (2), mellotron (3, 4, 7), steel guitar (3), handclaps (4, 5), guitar (4), hammond B3 organ (4, 5, 7), lập trình trống, bàn phím (5 ); bộ gõ (5, 7), dàn nhạc, rhodes (7)
- Angelo Adkins (con trai của Adele) - ghi chú bằng giọng nói (3)
- Chris Dave - trống (3–5, 9), bộ gõ (3, 9, 12), bongos, vibraslap (4)
- Max Martin - piano, lập trình, bàn phím, giọng hát nền (6)
- Shellback - trống, bass, guitar, bộ gõ, lập trình, còi, bàn phím, dậm, gõ bàn tay (6)
- Joey Pecoraro - trống, piano bổ sung, kèn, violin (8)
- Erroll Garner - piano (8)
- Inflo - bass (9, 10, 12), guitar (9), guitar điện, trống, piano, organ, bộ gõ (10, 12); wurlitzer, handclaps (12)
- Tobias Jesso Jr. - piano (11)
- Chris Stapleton - giọng hát (15)

#### Kỹ thuật
- Randy Merrill - làm chủ
- Matt Scatchell - trộn (1–4, 7–12)
- Tom Elmhirst - trộn (1–4, 7–12)
- Serban Ghenea - trộn (5, 6)
- John Hanes - trộn (5, 6)
- Riley Mackin - kỹ thuật (1)
- Steve Churchyard - kỹ thuật (1, 3, 7, 10, 12–15)
- Alex Pasco - kỹ thuật (2–5, 7)
- Greg Kurstin - kỹ thuật (2–5, 7, 14, 15), kỹ thuật thanh nhạc (8)
- Julian Burg - kỹ thuật (2–5, 7, 14, 15), kỹ thuật thanh nhạc (8)
- Lasse Mårtén - kỹ thuật (6)
- Michael Ilbert - kỹ thuật (6)
- Sam Holland - kỹ thuật (6)
- Inflo - kỹ thuật (9, 10, 12)
- Matt Dyson - kỹ thuật (9, 12)
- Todd Monfalcone - kỹ thuật (9)
- Tom Campbell - kỹ thuật (10)
- Ivan Wayman - kỹ thuật (11)
- Shawn Everett - kỹ thuật (11)
- Ryan Lytle - kỹ thuật (12), hỗ trợ kỹ thuật (9)
- Bryce Bordone - hỗ trợ kỹ thuật (5, 6)
- Brian Rajaratnam - hỗ trợ kỹ thuật (10)

## Biểu đồ

### Biểu đồ hàng tuần
| Đồ thị (2021)                            | vị trí đỉnh cao |
| ---------------------------------------- | --------------- |
| Australian Albums (ARIA)                 | 1               |
| Belgian Albums (Ultratop Flanders)       | 1               |
| Austrian Albums (Ö3 Austria)             | 1               |
| Belgian Albums (Ultratop Wallonia)       | 2               |
| Canadian Albums (Billboard)              | 1               |
| Croatian Albums (HDU)                    | 1               |
| Czech Albums (ČNS IFPI)                  | 2               |
| Danish Albums (Hitlisten)                | 1               |
| Dutch Albums (Album Top 100)             | 1               |
| Finnish Albums (Suomen virallinen lista) | 1               |
| French Albums (SNEP)                     | 1               |
| German Albums (Offizielle Top 100)       | 1               |
| Greek Albums (IFPI)                      | 1               |
| Hungarian Albums (MAHASZ)                | 4               |
| Icelandic Albums (Plötutíðindi)          | 1               |
| Irish Albums (OCC)                       | 1               |
| Italian Albums (FIMI)                    | 2               |
| Japanese Albums (Oricon)                 | 5               |
| Japanese Hot Albums (Billboard Japan)    | 4               |
| Lithuanian Albums (AGATA)                | 1               |
| New Zealand Albums (RMNZ)                | 1               |
| Norwegian Albums (VG-lista)              | 1               |
| Polish Albums (ZPAV)                     | 1               |
| Portuguese Albums (AFP)                  | 1               |
| Scottish Albums (OCC)                    | 1               |
| Slovak Albums (ČNS IFPI)                 | 2               |
| South Korean Albums (Gaon)               | 68              |
| Spanish Albums (PROMUSICAE)              | 1               |
| Swedish Albums (Sverigetopplistan)       | 1               |
| Swiss Albums (Schweizer Hitparade)       | 1               |
| UK Albums (OCC)                          | 1               |
| US Billboard 200                         | 1               |

*làm biếng thêm vô quá, đi ngủ nhe*